# Альтернативный хип-хоп
Альтернативный хип-хоп (также известный как альтернативный рэп) — поджанр хип-хоп-музыки, охватывающий широкий спектр стилей, которые обычно не считаются мейнстримом. AllMusic определяет его следующим образом: «Альтернативный рэп относится к хип-хоп-группам, которые отказываются соответствовать каким-либо традиционным стереотипам рэпа, таким как гангста-рэп, Miami bass, хардкор-хип-хоп, поп-рэп и рэп для вечеринок. Вместо этого группы размывают жанры, в равной степени опираясь на фанк и поп-рок, а также джаз, соул, регги и даже фолк-музыку».
Альтернативный хип-хоп возник в конце 1980-х и получил известность в основном в период с начала до середины 1990-х. В то время как некоторым группам, таким как Arrested Development и The Fugees, удалось добиться коммерческого успеха до распада, большинство альтернативных рэп-исполнителей, как правило, были восприняты в основном слушателями альтернативного рока, а не хип-хоп или поп-аудиторией. Коммерческому и культурному росту препятствовал появившийся тогда, значительно более жёсткий гангста-рэп Западного побережья. Возрождение произошло в конце 1990-х — начале 2000-х, на заре цифровой эры, когда у широкой публики возродился интерес к независимой музыке.
В течение 2000-х альтернативный хип-хоп вновь занял своё место в мейнстриме из-за снижения коммерческой жизнеспособности гангста-рэпа, а также перекрёстного успеха таких исполнителей, как OutKast и Kanye West. Альтернативное хип-хоп-движение распространилось за пределы США, включив сомалийско-канадского поэта K’naan, японского рэпера Shing02 и британского артиста из Шри-Ланки M.I.A. Альтернативные хип-хоп исполнители получили признание критиков, но относительно мало освещаются по радио и другим средствам массовой информации.

## История зарождения
Истоки альтернативного рэпа следует искать в 1980-х, когда начали свою музыкальную деятельность группы Beastie Boys и Run-D.M.C.. Окончательно этот жанр получил четкое оформление в конце 80-х, когда на пике популярности были группы De La Soul, A Tribe Called Quest, Jungle Brothers. По праву родиной альтернативного хип-хопа считается Восточное побережье США, хотя альтернативные рэп-группы были и на Западе — достаточно вспомнить Del Tha Funkee Homosapien, The Pharcyde, Freestyle Fellowship, Digital Underground. Из представителей южных штатов можно назвать Arrested Development и Goodie Mob.

## Падение популярности
В 90-е годы популярность альтернативного рэпа, так быстро набравшего обороты в 80-х, резко падает. Это было связано с расцветом других жанров — гангста-рэпа, хардкор-рэпа и джи-фанка. На рэп-сцене появляются новые исполнители, которые со своей уличной лирикой и нигилистическими тенденциями в текстах теснят исполнителей альтернативного рэпа. Вначале это произошло на Западном побережье, где небывалую популярность получили артисты лейблов Death Row и Ruthless Records — Dr. Dre, 2Pac, Snoop Dogg, Eazy-E. С середины 90-х альтернативный рэп сдает свои позиции и на Восточном побережье, где обороты набирали представители хардкор-рэпа — Wu-Tang Clan, The Notorious B.I.G., Mobb Deep, Nas и Big Pun. Альтернативный рэп начинает уходить с мейнстримной сцены и погружаться в андеграунд.

## Дальнейшая судьба
На рубеже 1990—2000-х годов наблюдается новый подъём популярности альтернативного рэпа, который теперь смешивают в своих треках представители других жанров. Наиболее известными рэперами, практикующими смешение альтернативы с другими жанрами, стали The Fugees, MF Doom, Black Star, Atmosphere, Haiku D'etat, Pharoahe Monch. К середине 2000-х годов альтернативный рэп вновь ворвался в мейнстрим; это объясняется небывалым успехом работ Канье Уэста и групп Gorillaz и OutKast. На данный момент среди исполнителей альтернативного хип-хопа выделяется Tyler, The Creator, который в январе 2020 года получил премию Грэмми за лучший рэп-альбом 2019 года. Самым известным примером альтернативного хип-хопа на данный момент является Twenty One Pilots, более известные своим альбомом Blurryface